# Нижньогородський науково-дослідний інститут радіотехніки
Нижньогородський науково-дослідний радіотехнічний інститут (ННДІРТ, російська абревіатура: рос. ННИИРТ) — російське підприємство, засноване у 1947 році, спеціалізується на розробці та виробництві радіолокаційного обладнання. Розташоване у Нижньому Новгороді і є дочірнім підприємством групи «Алмаз-Антей».

## Історія
В 1946 році заводу номер 197, була поручена модернізація РЛС П-3. Для виконання завдань була створена спеціальна лабораторія під керівництвом Є. В. Бухвалова.
Офіційною дата заснування підприємства вважається 30 вересня 1947 року, коли було організовано Спеціальне конструкторське бюро Державного Союзного ордена Леніна заводу № 197 (пізніше — Горьківського телевізійного заводу ім. В. І. Леніна, нині — ПАТ «НІТЕЛ»); начальником його був призначений майбутній заступник міністра радіопромисловості Е. А. Меркін. З 1952 року радіозв'язкова тематика стала змінюватися на радіолокаційну.
Починаючи з 1975 року, ННДІРТ почав розробку першого трьох координатного радара метрового діапазону, здатного вимірювати висоту, дальність і азимут цілі. Завдяки цьому був створена РЛС 55Ж6 «Небо», яка була прийнята на озброєння в 1982.
У 2016 році підприємство попадає в санкційний список США, створений у зв'язку з анексією Криму (2014)

## Продукція
Нижньогородський науково-дослідний радіотехнічний інститут з 1948 року розробив ряд радіолокаторів.
Загалом за 63 роки «Нижньогородський НДІ радіотехніки» розробив понад 35 радіолокаційних станцій і комплексів, що становлять основу військ ППО багатьох країн. Станом на 2009 рік частка розробок НДІ в парку радіолокаторів ППО країн колишнього СРСР становила 70 %. Розробки НДІ експлуатуються в 52 країнах світу. З 1953 року спеціалізацією стало розроблення радіолокаційних засобів:
| Радар              | Індекс ГРАУ  | Кодова назва NATO | Діапазон       | Дата розробки | Виробник | Примітки |
| ------------------ | ------------ | ----------------- | -------------- | ------------- | -------- | --- |
| П-3А               |              | Dummo             | VHF            | 1948          | НІТЕЛ    | Перша післявоєнна серійна станція дальнього виявлення літаків                                                |
| П-8 «Волга»        |              | Knife Rest A      | VHF            | 1950          | NITEL    | Перша радянська РЛС із круговим оглядом простору                                                             |
| П-10 «Волга А»     |              | Knife Rest B      | VHF            | 1953          | NITEL    | З перебудовою частоти                                                                                        |
| П-15 «Тропа»       | 1РЛ13        | Flat Face A       | UHF            | 1955          | NITEL    | |
| П-12 «Єнісей»      | 1РЛ14        | Spoon Rest A      | VHF            | 1955          | NITEL    | З когерентно-компенсаційною апаратурою СРЦ                                                                   |
| П-14 «Лена»        | 5Н84, 1РЛ113 | Tall King A       | VHF            | 1959          | NITEL    | Перша радянська високопотенційна РЛС                                                                         |
| П-70 «Лена-М»      | 1РЛ113М      |                   | VHF            | 1968          |          | Перша радянська РЛС з ЛЧМ зондувальним сигналом,                                                             |
| П-18 «Терек»       | 1РЛ131       | Spoon Rest D      | VHF            | 1970          | NITEL    | |
| П-14А «Оборона-14» | 5Н84А        | Tall king C       | VHF            | 1974          | NITEL    | З кореляційним автокомпенсатором                                                                             |
| П-19 «Дунай»       | 1РЛ134       | Flat Face B       | UHF            | 1974          |          | |
| СТ-67 «Салют»      | 5Н69         | Big Back          | D-band         | 1975          |          | Перша радянська трикоординатна РЛС із частотним хитанням променя                                             |
| 44Ж6               | 44Ж6         | Tall King B       | VHF            | 1979          | NITEL    | Стаціонарний варіант РЛС «Оборона-14»                                                                        |
| 55Ж6 «Небо»        | 55Ж6         | Tall Rack         | VHF            | 1982          | NITEL    | Перша радянська трикоординатна РЛС                                                                           |
| «Небо-СВ»          | 1Л13         | Box Spring        |                | 1982          |          | |
| 1Л121 «Горнист»    | 1Л121        |                   | UHF            | 1982–1996     |          | Експортний варіант 1Л121-Е демонструвався в 2011 году на МАКС                                                |
| 52Э6 «Струна»      | 52Э6         |                   | VHF            | 1982–1996     |          | Для виявлення малопомітних об'єктів. В деяких джерелах фігурує шифр «Барьер-Э».                              |
| «Небо-СВ»          | 1Л13-3       | Box Spring        |                | 1982          | NITEL    | 1L13-3 Nebo-SV                                                                                               |
| «Небо-У»           | 55Ж6У        | Tall Rack         | VHF            | 1992          | NITEL    | [ 12 ] |
| «Небо-СВУ»         | 1Л119        |                   | VHF            | 1997–2006     |          | |
| «Противник-ГЕ»     | 59H6E        |                   | D-band         | 1997          |          | На озброєнні з 1999                                                                                          |
| 1Л222 «Автобаза»   | 1Л222        |                   | D-band         |               |          | Комплекс пасивної радіотехнічної розвідки — компонент мобільного РЕБ                                         |
| «Струна-1»         | 52Е6МУ       |                   | VHF            |               |          | Спроба рознести передавач і приймачі для виявлення малопомітних об'єктів. Перший варіант представлено в 1999 |
| «Небо-М»           | 55Ж6М        |                   | VHF/multi-band | 2011          |          | [ 16 ] |

### Інші вироби
- П-12МП «Сдвиг-К» (1959),
- П-12МА «Сдвиг-2К» (1960),
- автоматизований радіолокаційно-зв'язковий комплекс П-95 «Буг» (1963),
- РЛС П-12НП «Іртиш» (1965),
- П-14Ф «Фургон» (1966),
- АРЛСК П-96 «Оскол» (1968),
- АРЛСК «Дельта» (1983)
- уніфікований ремонтний модуль «Момент-1» (1989)
- волоконно-оптична лінія зв'язку «Рампа» (1990)

### Наразі виробляються
- РЛС 55Ж6У (1992)
- РЛС 59Н6 (1997) — середній час напрацювання на відмову становить 840 годин.
- РЛС 59Н6М
- РЛС Е-801Е (1995) для вертольота Ка-31
- РЛС Небо-СВУ (2002) — середній час напрацювання на відмову 910 годин
- РЛС «Противник-ГЕ»
- РЛС Небо-М
- ремонтний модуль Момент-1
- РЛС Бар'єр-Е (використовується метод локації «на просвіт»)
- РЛС 1Л121Е